# Nick LaLota
Nicholas Joseph LaLota, detto Nick (Bay Shore, 23 giugno 1978), è un politico statunitense, membro della Camera dei rappresentanti per lo stato di New York dal 2023.

## Biografia
Nato a Bay Shore, nello stato di New York, LaLota ottiene un Bachelor of Science dalla United States Naval Academy. Ha servito per otto anni nella United States Navy al servizio di tre schieramenti all'estero. Frequenta poi l'Università Hofstra, dove ottiene un Master in Business Administration e un Juris Doctor. In seguito è stato capo del personale dell'ufficiale presidente della contea di Suffolk Kevin McCaffrey. Ha anche fatto parte del Suffolk Board of Elections, nonché amministratore della città di Amityville.
Nel 2022 si candida come repubblicano nel 1º distretto di New York della Camera dei rappresentanti, dove viene eletto con il 54,1% dei voti.